# Reba
Reba (2001–2007) – amerykański serial komediowy stworzony przez Allison M. Gibson. Wyprodukowany przez Acme Productions, Bee Caves Road i 20th Century Fox Television.
Światowa premiera serialu odbyła się 5 października 2001 roku na kanale The WB i był emitowany do 5 maja 2006 roku. Od 19 listopada 2006 roku serial nadawany był przez kanał The CW. Ostatni odcinek został wyemitowany 18 lutego 2007 roku. W Polsce serial nadawany był na kanale TV4.

## Opis fabuły
Serial opowiada o samotnej matce Rebie Hart (Reba McEntire), kobiecie obdarzonej dużą dawką humoru, dzięki któremu potrafi z dystansem komentować dziejące się wokół niej wydarzenia.

## Obsada
- Reba McEntire jako Reba Nell McKinney Hart
- Christopher Rich jako Brock Enroll Hart
- Joanna García jako Cheyenne Hart Montgomery
- Steve Howey jako Van Montgomery
- Scarlett Pomers jako Kyra Eleanor Hart
- Mitch Holleman jako Jacob „Jake” Mitchell Hart
- Melissa Peterman jako Barbra Jean Booker Hart

i inni